# Nagy M. Boldizsár
Nagy M. Boldizsár (Szolnok, 1983. július 5. –) újságíró, szerkesztő, műfordító, aktivista. A Meseország mindenkié és a These Roma Are Queer című könyvek felelős szerkesztője.

## Életpályája
Szülei: Nagy Boldizsár és Homonnai Katalin. 2002-2007 között az ELTE-BTK hallgatója. 2007-ben kutatóként vett részt az Oxfordi Egyetem Tove Jansson Konferenciáján, ahol előadást tartott a Múmin-regények társadalmi nemekkel kapcsolatos dilemmáiról.
2007-től gyerekirodalom-kritikákat, esszéket, tanulmányokat ír (Magyar Narancs, Litera, Élet és Irodalom, Csodaceruza stb). Gyerekirodalommal kapcsolatos írásaiban elsősorban a kultúratudományok, a queerelmélet és a társadalmi nemek tudományának szempontrendszerei érvényesülnek. 2009–2013 között a Cosmopolitan újságíró-szerkesztője. 2014–2016 között a Joy Magazin újságíró-szerkesztője. 2021–2022 között az Elle magazin újságíró-szerkesztője. 2022-től az InStyle és Joy Magazin szerkesztője. 
A női magazinokban megjelenő cikkeiben a feminizmus, a kritikai rasszelmélet és az antikapitalizmus kerül előtérbe. 2016–2017 között a Menő Könyvek vezető szerkesztője. Az első című antológia ötletadója és szerkesztője, melyben kortárs szerzők első szexuális élményről szóló novellái szerepelnek. 
2019-ben a Labrisz Leszbikus Egyesület felkérésére a Meseország mindenkié felelős szerkesztője. 2012 óta dolgozik műfordítóként, a többi közt Tove Jansson, Patrick Ness, Juno Dawson, Maggie Stiefvater és Leigh Bardugo műveinek fordítója. Az Ame Panzh roma értelmiségi kollektíva két könyvének, Az ébresztőkönyvnek és a These Roma Are Queer című antológiának a szerkesztője. Olaszországban él.
2024. január 25-én nyilvánosságra került, hogy a Marquard Group Hungary kiadója törölte Nagy M. Boldizsár három írását az Éva és InStyle magazin oldalairól, mert panaszkodó olvasók uszítónak tartották őket, olyanoknak, amelyek valótlanságokat tartalmaztak, és amelyekben a zsidókra nézve súlyosan hátrányos tartalmak jelentek meg.

## Művei
- Az első, Menő Könyvek, 2017; szerkesztő.
- Meseország mindenkié, Labrisz Leszbikus Egyesület, 2020; felelős szerkesztő.
- Ame Panzh: Az ébresztőkönyv, Tea, 2023; szerkesztő.
- These Roma Are Queer, Leányvállalat, 2024; felelős szerkesztő.